# 万孺人墓
30°53′20″N 119°10′17″E / 30.888935°N 119.171271°E
万孺人墓位于中国安徽省广德市誓节镇苏村小学西北侧的坡地上。建于明万历九年（1581年）。占地61.6平方米:510:1099（或称166平方米:13）。
方位向南偏西，为拜台、祭坛、墓冢三层台阶式的典型明代墓葬:510:1099:13。该墓原有15至16米长的神道，但因学校操场用地而毁:1099:13。该墓的入口处为一座高4.7米、宽5.22米的四柱冲天式（4柱3门）石坊，上有“万孺人佳城”石额:1099:13–14。拜台位于石坊后，其正面即为墓道口，前立一高0.8米、宽0.7米的棂格式石制户牖。墓门上方为弧形祭坛，中心立一高0.5米葫芦形石刹，刹后墓冢封土堆高1.8米，前立墓主人生平“墓志铭”碑刻一方，碑上主要是赞扬墓主人修桥和救济饥民的举动:510:14。
1983年6月，被广德县人民政府确定为县重点文物保护单位:510。2004年10月，被安徽省人民政府公布为省级文物保护单位:1099:14。后经维修，现保存完好:14。该墓是研究明代皖南葬制、葬俗的重要实物资料:14。